# ブラックコホシュ
ブラックコホシュ（和名：アメリカショウマ、学名：Actaea racemosa）は、キンポウゲ科の植物で、原産地は北アメリカである。古くからハーブとして使用されてきた。

## 特徴
北アメリカの肥沃な広々とした林地にみられ、約150 cmくらいの高さに育ち、盛夏に香りの良い白い花を咲かす。その後、秋に繁殖する。根茎は木質になり、大きな卵形の葉の縁は刻々で、3つの小葉からなる。ブラックコホシュの英名の１つ、「cimicifuga」は「cimex：虫」と「fugere：逃げる」という意味に由来し、ブラックコホシュの強い臭いが虫除けになることに由来する。ブラックコホシュという名前は、根茎が黒味がかっていることからついたと言われている。

## ハーブとして
ブラックコホシュは、ネイティブアメリカンの間で古くから、婦人病や咽頭炎等に用いられていたという歴史があり、その後ヨーロッパからアメリカにやってきた入植者達に伝わり、今も使用されている。1830年の米国薬局方（United States Pharmacopeia: USP）にその名が掲載されている。現代においてはサプリメントとして広く使用されており、特に、月経前症候群(PMS)と更年期障害の緩和・改善や骨粗しょう症予防に用いられている。

## 注意
同じキンポウゲ科のホワイトコホシュ(学名：Actaea pachypoda)、また、メギ科のブルーコホシュ(学名：Caulophyllum thalictroides)と名前の類似から混同して、同様に用いてはならない。その性質、副作用等がブラックコホシュとは異なる。
ブラックコホシュの服用について、国内ではまだ健康被害報告はないが、海外ではいくつか症例が上がっている。指摘されているのはいずれも一日540mgといった高容量食品を過剰に摂取したものであるとはいえ、服用する際にはその量や頻度に十分気をつける必要がある。